# Território de Washington

Mapa do Território de Washington em 1853 (verde).

O Território de Washington foi um território organizado incorporado dos Estados Unidos que existiu de 2 de março de 1853 a 11 de novembro de 1889, quando o território foi admitido à União como Estado de Washington. 
O Território de Washington foi criado a partir da porção do Território do Oregon ao norte do baixo rio Columbia e ao norte do paralelo 46 a leste do Columbia. Em sua maior extensão, também incluiu a totalidade do Idaho moderno e partes de Montana e Wyoming, antes de atingir seus limites finais em 1863.

## Histórico
A agitação em favor do autogoverno se desenvolveu nas regiões do Território do Oregon ao norte do Rio Columbia em 1851-1852. Um grupo de colonos proeminentes das regiões de Cowlitz e Puget Sound se reuniu em 25 de novembro de 1852, na "Convenção de Monticello" na atual Longview, para redigir uma petição ao Congresso dos Estados Unidos pedindo um território separado ao norte do rio Columbia . Após obter a aprovação do governo territorial do Oregon, a proposta foi enviada ao governo federal.